# Olympiade mathématique internationale de 2021
 (septembre 2021).
L'Olympiade internationale de mathématiques de 2021 est la soixante-deuxième édition des Olympiades internationales de mathématiques. Elle devait se tenir du 8 au 18 juillet à Saint-Pétersbourg (Russie) mais, du fait de la pandémie de Covid-19, a été reportée en septembre — d'abord du 16 au 26 septembre, puis du 18 au 28 ; elle s'est alors tenue dans chaque pays sous la supervision d'un commissaire neutre.